# Білий Городок
Білий Городок (рос. Белый Городок) — смт в Кімрському районі Тверської області Російської Федерації.
Населення становить 1842 особи. Входить до складу муніципального утворення селище Білий Городок.

## Історія
Від 2005 року входить до складу муніципального утворення селище Білий Городок.

## Населення
| 1859  | 1888  | 1926  | 1959  | 1970  | 1979  | 1989  |
| ----- | ----- | ----- | ----- | ----- | ----- | ----- |
| 98    | ↗127  | ↗226  | ↗2833 | ↗3233 | ↗3783 | ↘3605 |
| 2002  | 2009  | 2010  | 2012  | 2013  | 2014  | 2015  |
| ↘2825 | ↘2441 | ↘2432 | ↘2317 | ↘2257 | ↘2159 | ↘2135 |
| 2016  | 2017  | 2018  | 2019  | 2020  | 2021  |       |
| ↘2076 | ↘2050 | ↘1985 | ↘1912 | ↘1867 | ↘1842 |       |